# Музей авіації (Стамбул)
Стамбульський музей авіації (тур. Havacılık Müzesi or Hava Kuvvetleri Müzesi) — музей авіації в Стамбулі, належить ВПС Туреччини, знаходиться в районі Ешилькей, де базується Міжнародний аеропорт імені Ататюрка.
Площа музею - 65 000 м². У ньому є цивільні літаки, вертольоти та інші літальні апарати, що в основному належать ВПС Туреччини.

## Історія створення
За наказом командування ВПС Туреччини порушено питання будівництва авіаційного музею у Стамбулі. Після підтвердження цього задуму віддано наказ на консервацію одного екземпляра кожної моделі авіаційної техніки, використаної ВПС Туреччини. Наказ віддано в 1985. Внаслідок цих дій створено музей авіації.
Після закінчення Першої світової війни деякі німецькі літаки 1912 року, або старші, були переміщені в музей як експонати. Було здійснено також збирання захоплених під час військових дій літаків противника. Під час війни за незалежність ці повітряні судна були переміщені в Картал, щоб захистити їх від наслідків воєнних дій, але, на жаль, навіть при спробі зберегти їх, деякі судна отримали критичні ушкодження під час транспортування в Картал. Такі інциденти спричинили затримку будівництва музею авіації.

## Галерея

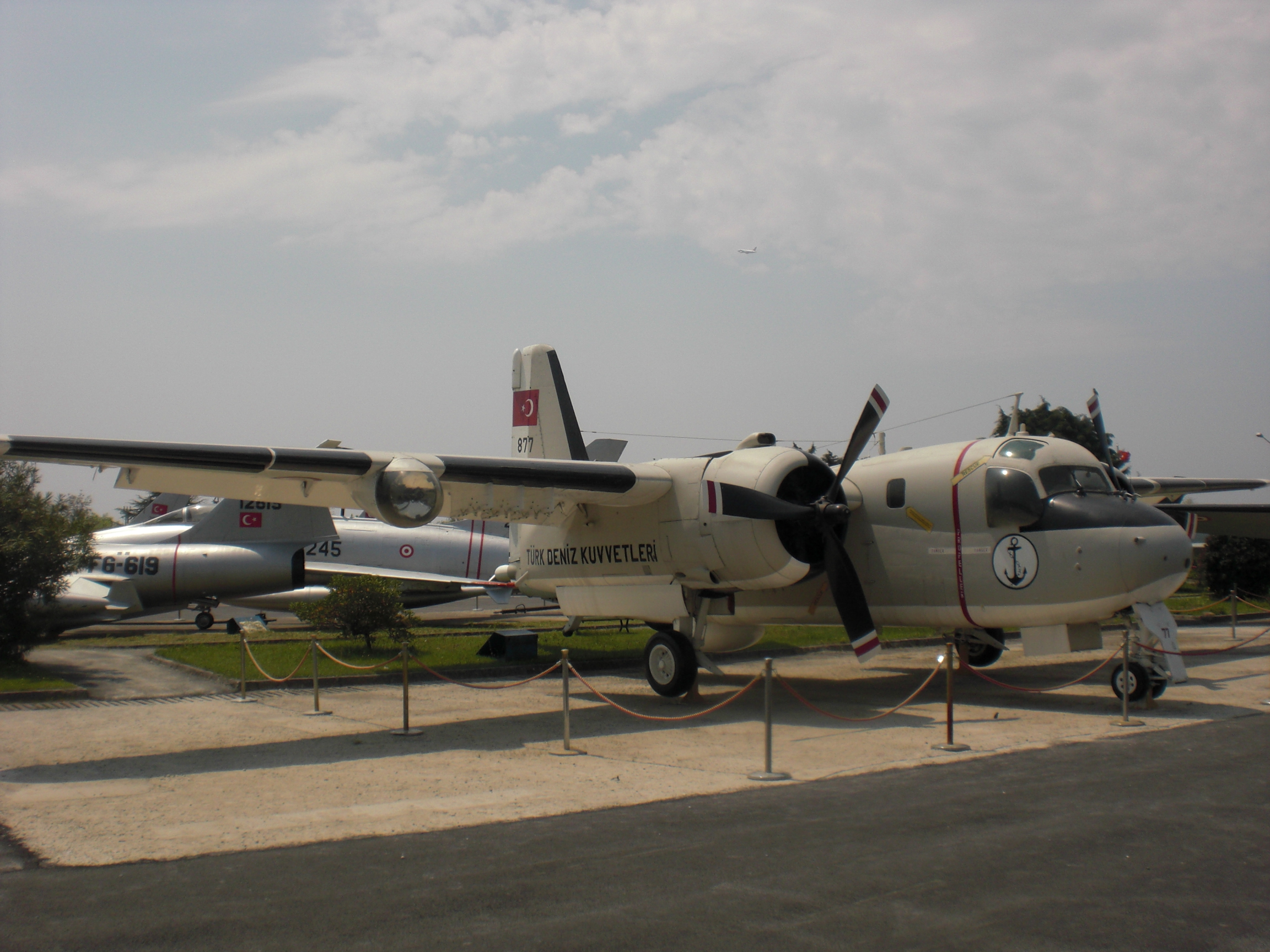
Літаки в музеї просто неба
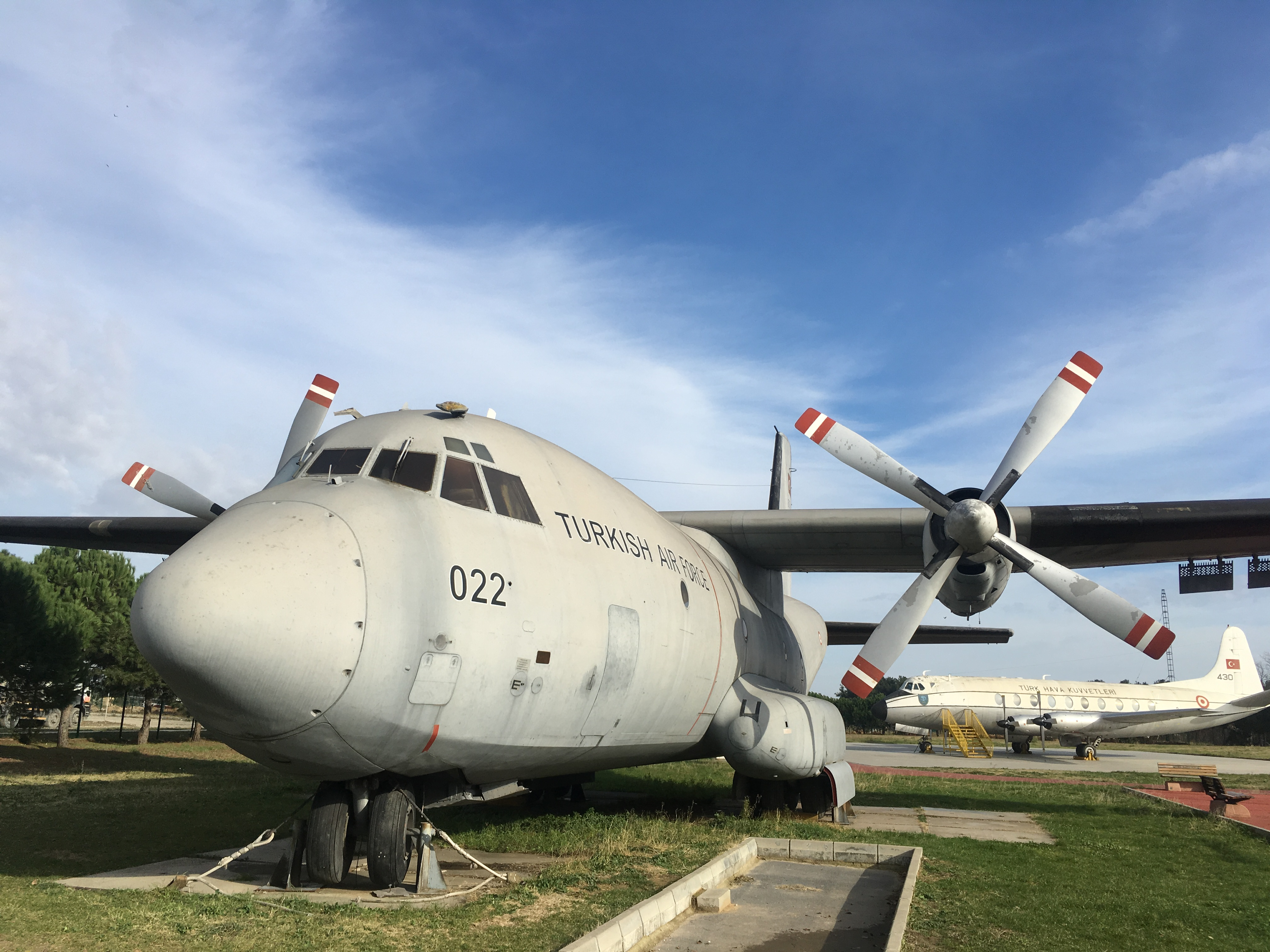
Transport Allianz C.160 Transall
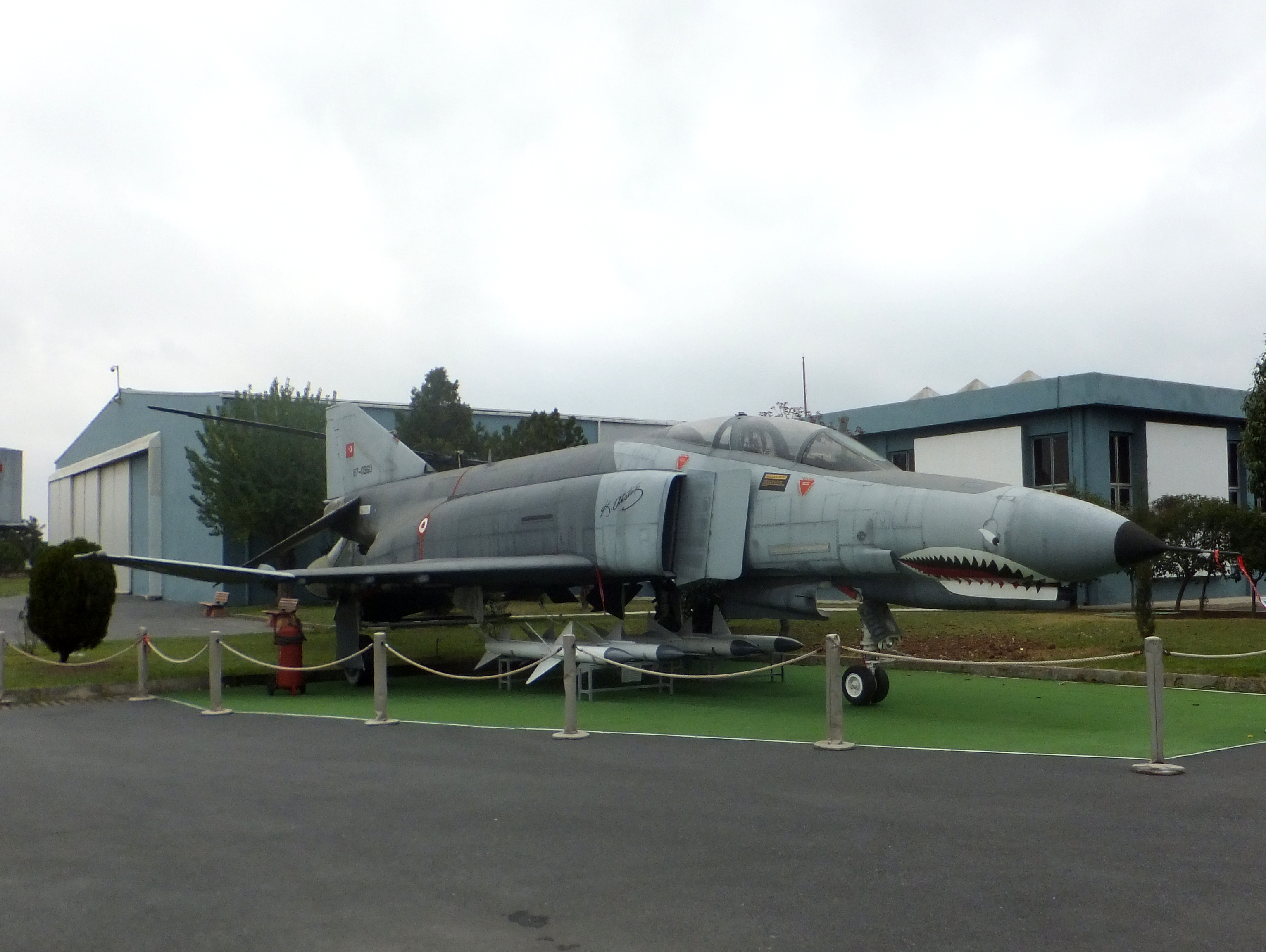
Списаний літак Турецьких ВПС F-4E Phantom II, серійний номер 67-0360
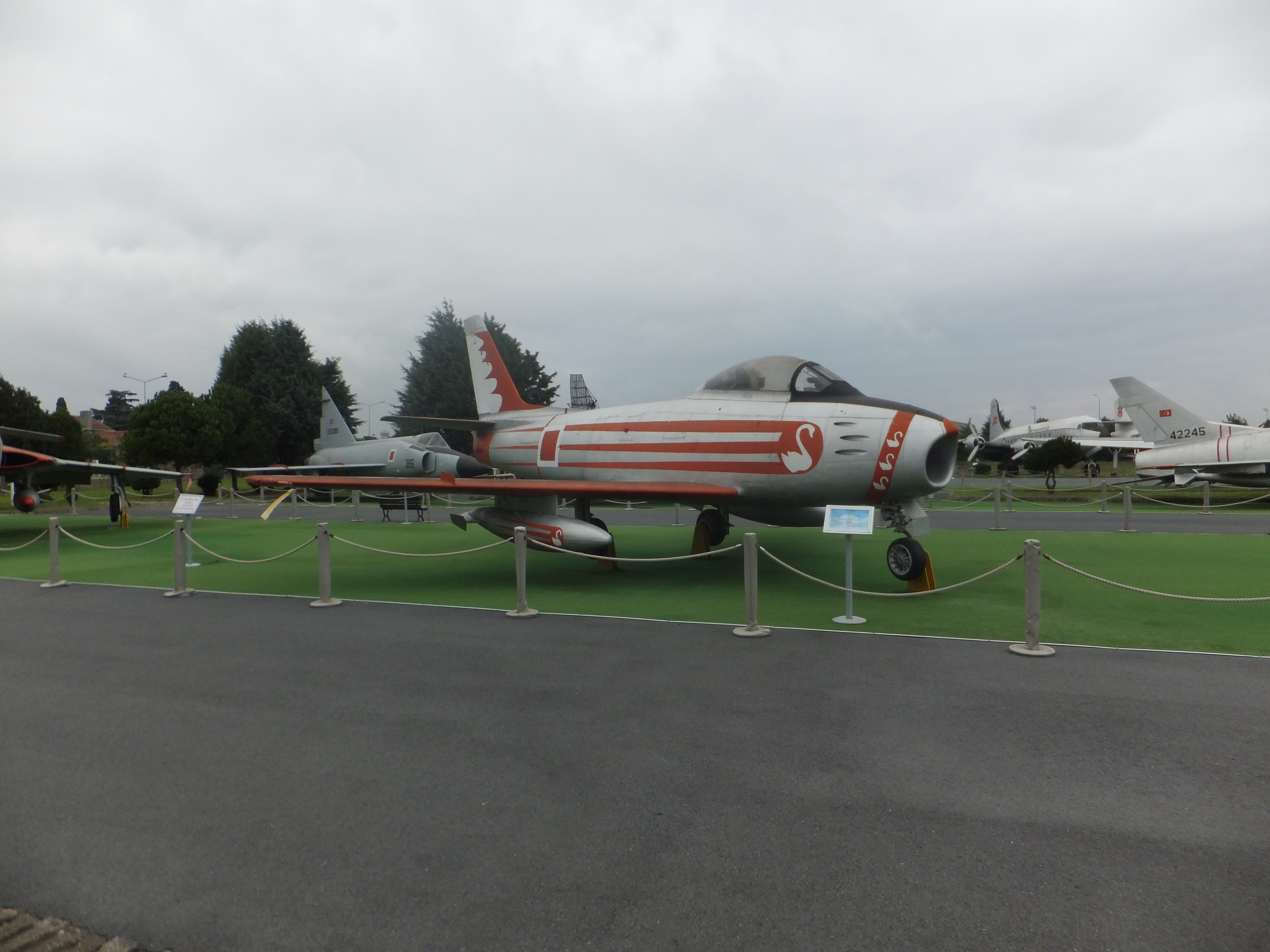
списаний літак F-86F Sabre
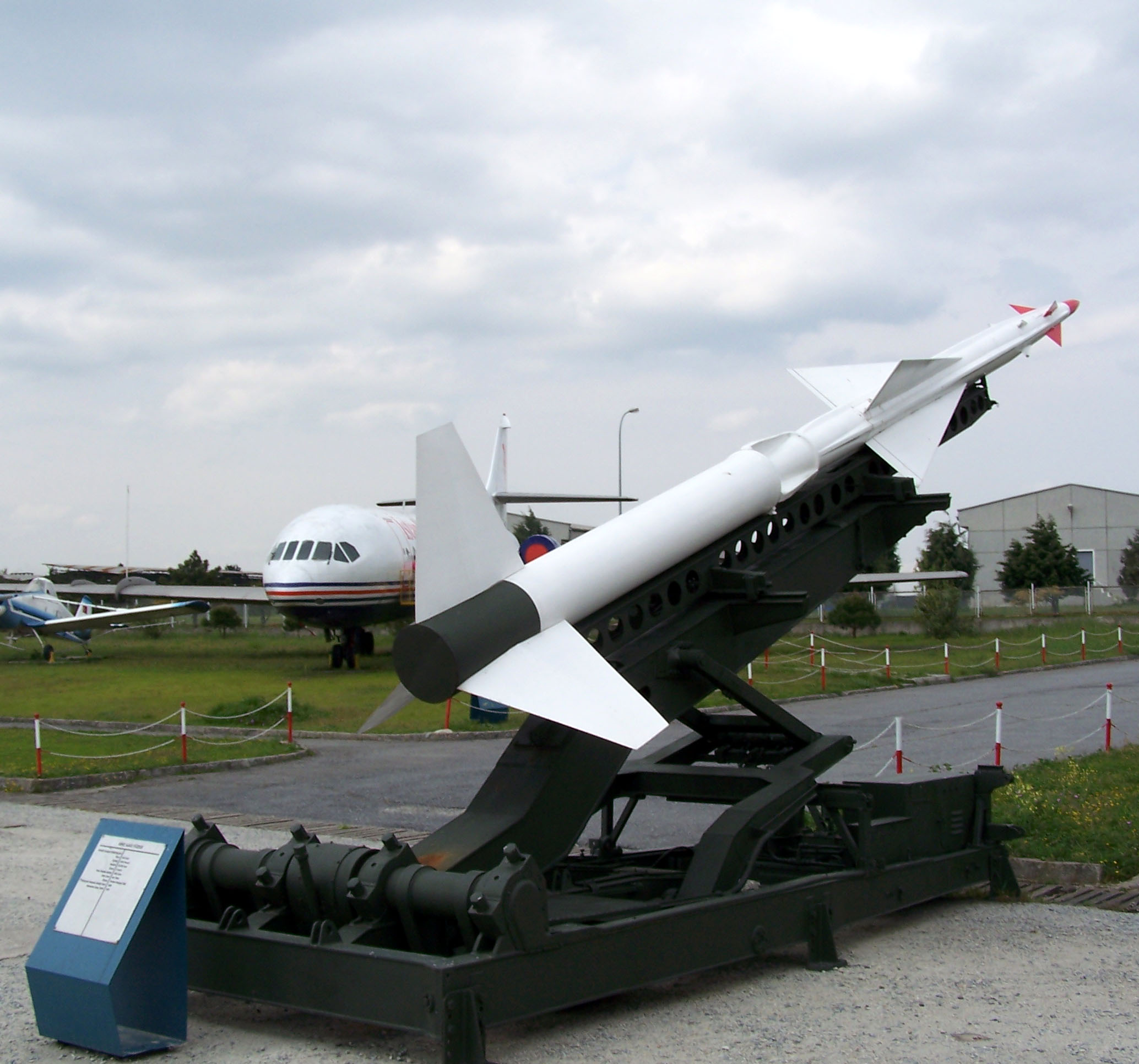
Ракета Nike Ajax